# Сухой Суперджет 100
Сухой Суперджет 100 (на английски: Sukhoi Superjet 100, предходно означение RRJ – Russian Regional Jet) е проект на компанията „Граждански самолети Сухой“ по разработката и производството на руски регионален пътнически самолет.
Разработката на самолета се извършва от КФ ЗАО „Граждански самолети Сухой“ с чуждестранен капитал и техническата помощ на Boeing. Авиониката е разработена от френската компания Thales, системата за управление е Liebherr, двигателят – PowerJet.
Проектиран е в 2 варианта – за превоз на 75 и на 95 пасажери на разстояние до 4400 km, с възможности да замени вече остарелите „Ту-134“ и „Як-42“.
Производството се осъществява в авиационен завод, специално създадена производствена база в град Комсомолск на Амур. До края на 2009 г. са произведени 4 екземпляра от пробната серия от 6 машини, които са в процес на летателни изпитания. За самолета вече има сключени договори за закупуване.

## Двигател
На самолета са монтирани 2 турбовентилаторни двигателя PowerJet.

## Производство
До края на юли 2015 г. са построени всичко 93 самолета, от тях 8 са предсерийни или изпитателни самолети, а 65 са предадени на поръчалите ги компании.

## Подобни самолети
- ARJ 21
- Антонов Ан-148
- Bombardier CRJ